# Liu Yaju
Liu Yaju (chiń. 劉雅菊; pinyin Liú Yǎjú; ur. 25 kwietnia 1972 w Tiencinie) – chińska softballistka występująca na pozycji miotaczki, medalistka olimpijska.
Uczestniczka Letnich Igrzysk Olimpijskich 1996, podczas których osiągnęła srebrny medal w zawodach drużynowych (wystąpiła w siedmiu spotkaniach). Zdobyła złoty medal Igrzysk Azjatyckich 1994.